# Cal Poldo
Cal Poldo és una obra barroca de Copons (Anoia) inclosa a l'Inventari del Patrimoni Arquitectònic de Catalunya.

## Descripció
Casa en procés de restauració. Construïda en desnivell, de planta irregular.
Construïda en pedra. Portals adovellats, algun ha estat tapiat.
La casa té tres plantes i es de suposar que l'entrada principal dona a la plaça.

## Història
És del segle xviii.